# Скидбладнир

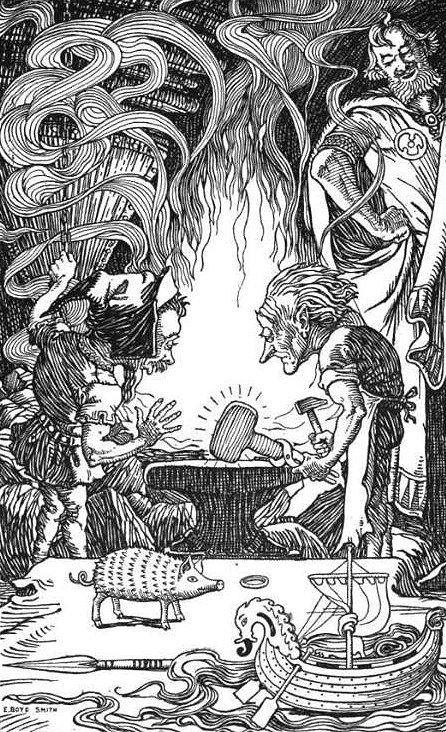
Гномы куют вещи для Локи. Рисунок Элмера Бойда Смита «Третий дар — огромный молот» (1902). В правом нижнем углу — корабль Скидбладнир.

Скидбладнир (древнесканд. Skíðblaðnir) — в скандинавской мифологии парусный корабль, принадлежал богу Фрейру.
Скидбладнир мог вместить всё воинство Асгарда и плавал как по морю, так и по суше. Паруса его всегда наполнялись попутным ветром. Корабль был изготовлен из множества маленьких частей, и столь искусно, что его можно было сложить, как ткань, и засунуть в мешок.
Скидбладнир построили карлики (дверги) сыновья Ивальди. По другой версии, Скидбладнир был построен не сыновьями Ивальди, а Двалином, повелителем гномов. Сначала корабль принадлежал богу Локи, но Локи отдал его Фрейру в возмещение за кражу золотых волос богини Сиф, жены Тора.